# Carputer
Il Carputer (o CarPC) è un personal computer studiato appositamente per essere inserito nei mezzi di trasporto.
Prima del 2000 veniva solo considerato da hobbisti e da appassionati di computer ma negli ultimi anni si sta assistendo ad una integrazione anche nelle auto di serie.
Il carputer è composto dai classici componenti di un computer moderno: scheda madre, processore, memorie, disco rigido e monitor.
Le differenze principali consistono nelle dimensioni e negli accorgimenti atti ad evitare che si possa danneggiare: la scheda madre può essere una Micro-ITX, Nano-ITX, Pico-ITX o anche una micro-atx recuperata da pezzi di scarto di vecchi computer; i consumi elettrici ridotti consentono di collegarla direttamente alla batteria dell'auto attraverso un alimentatore switching, per evitare ai delicati componenti sbalzi di tensione o di scaricare la batteria dell'auto.
Lo schermo, solitamente è un LCD touch screen da 7 o 8 pollici (ma anche fino a 10-11 pollici in molte berline e SUV di lusso) che può essere posizionato fisso nel vano 2din oppure in quello a 1din, con la differenza che in quest'ultimo caso sarà in-dash cioè all'accensione lo schermo uscirà a scorrimento per poi posizionarsi in verticale rispetto al vano.
L'uscita audio viene collegata a quella dell'autoradio di serie oppure lo stesso carputer ha anche la funzione di stereo e lettore DVD.
Come memorie di massa vengono utilizzati CompactFlash, Secure Digital con opportuni adattatori oppure dischi rigidi di computer portatili date le ridotte dimensioni e le minori possibilità di subire rotture dovute alla percorrenza di strade accidentate.
Dotato di interfacce IrDA e/o bluetooth permette di collegare cellulari e ricevitori GPS. Possono essere inoltre presenti le opportune interfacce per collegarsi con le centraline presenti nelle auto moderne per poter visualizzare in tempo reale velocità, giri al minuto, temperature, le impostazioni di centraline comfort e dei relativi guasti. (OBD-II di vw ne è un esempio).
Gli appassionati di carputer creano anche ulteriori interfacce tramite porte COM/USB per poter controllare vocalmente la propria auto: esistono esempi concreti di persone che riescono con il solo uso della voce a: accendere il motore dell'auto, alzare/abbassare i finestrini, accendere i fari, effettuare chiamate telefoniche, impostare le rotte sul GPS.
Particolarmente note agli hobbisti sono le schede Epia di VIA Technologies, principale produttore OEM di schede madri di questo formato.